# Jerzy Ossoliński

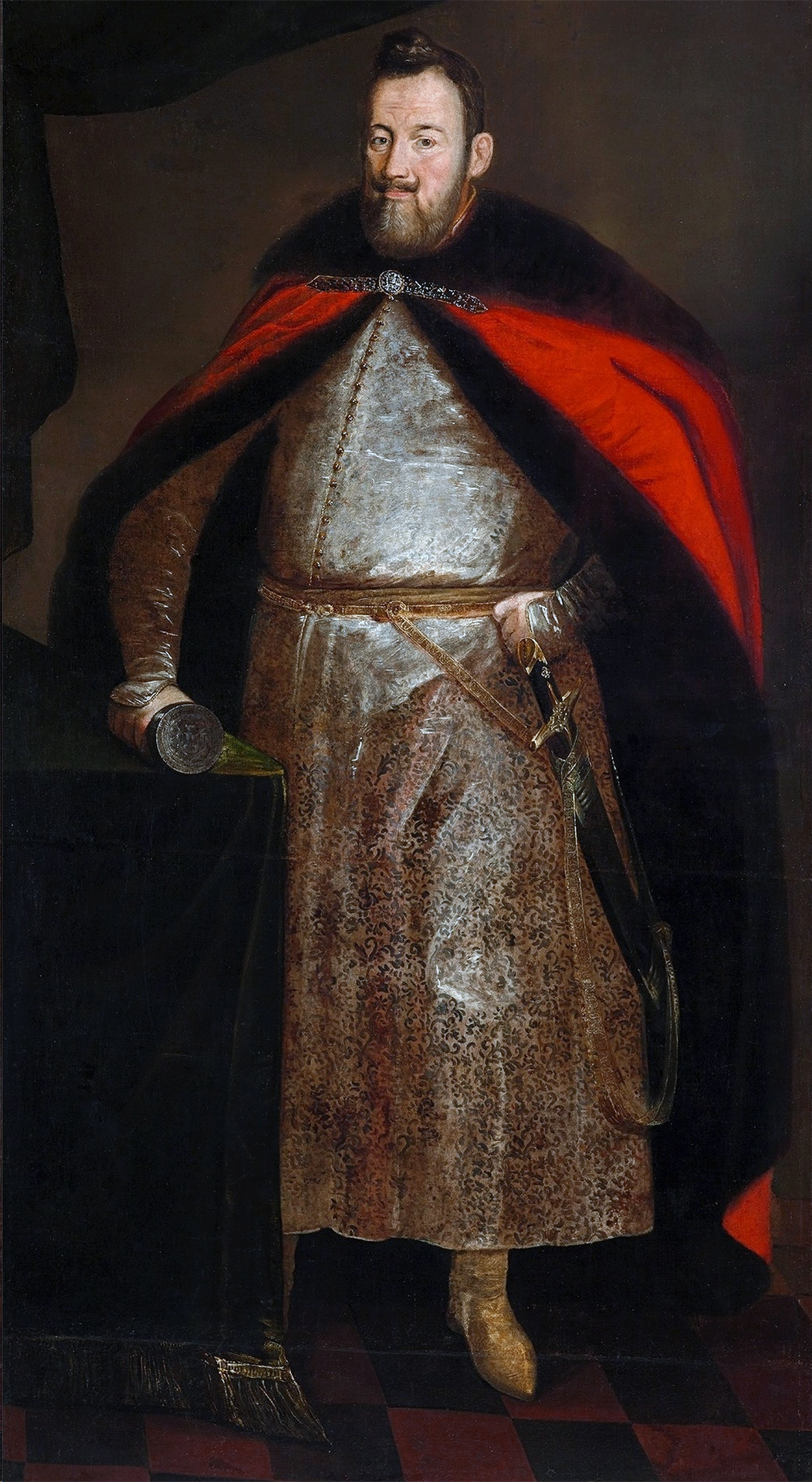
Jerzy Ossoliński, portret Peetera Danckersa de Rij po 1643 roku

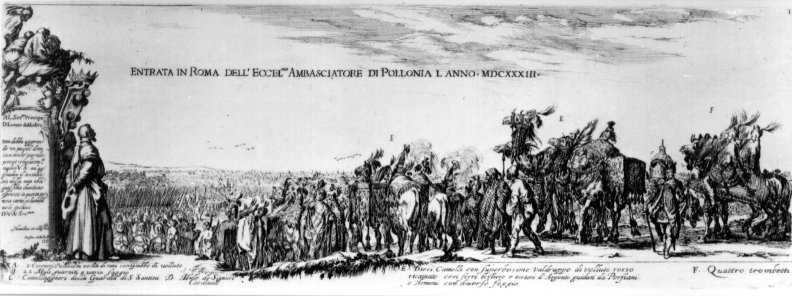
Wjazd Jerzego Ossolińskiego do Rzymu w 1633 – akwaforta Stefano Della Bella

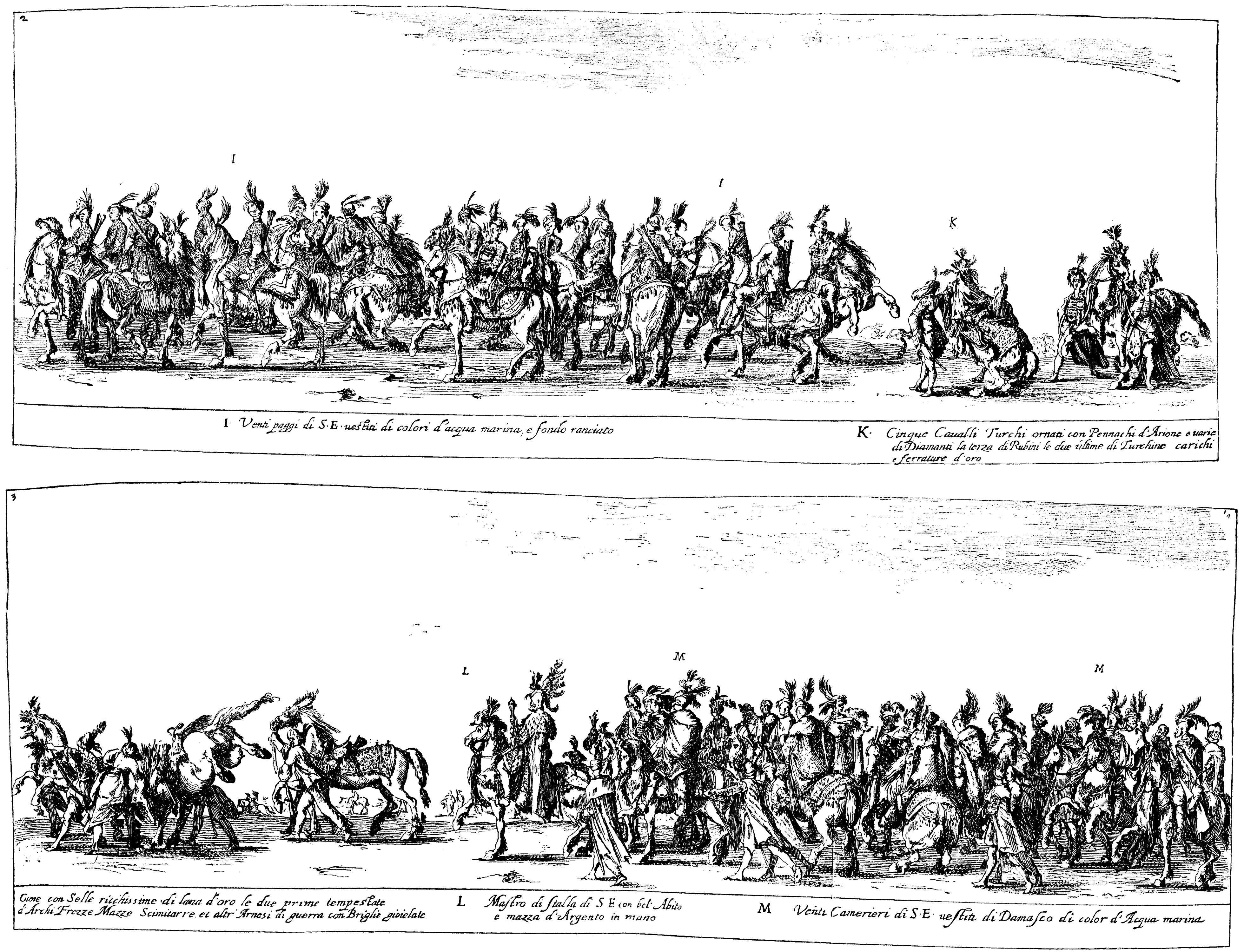
Wjazd Jerzego Ossolińskiego do Rzymu w 1633 – akwaforta Stefano Della Bella (fragmenty)

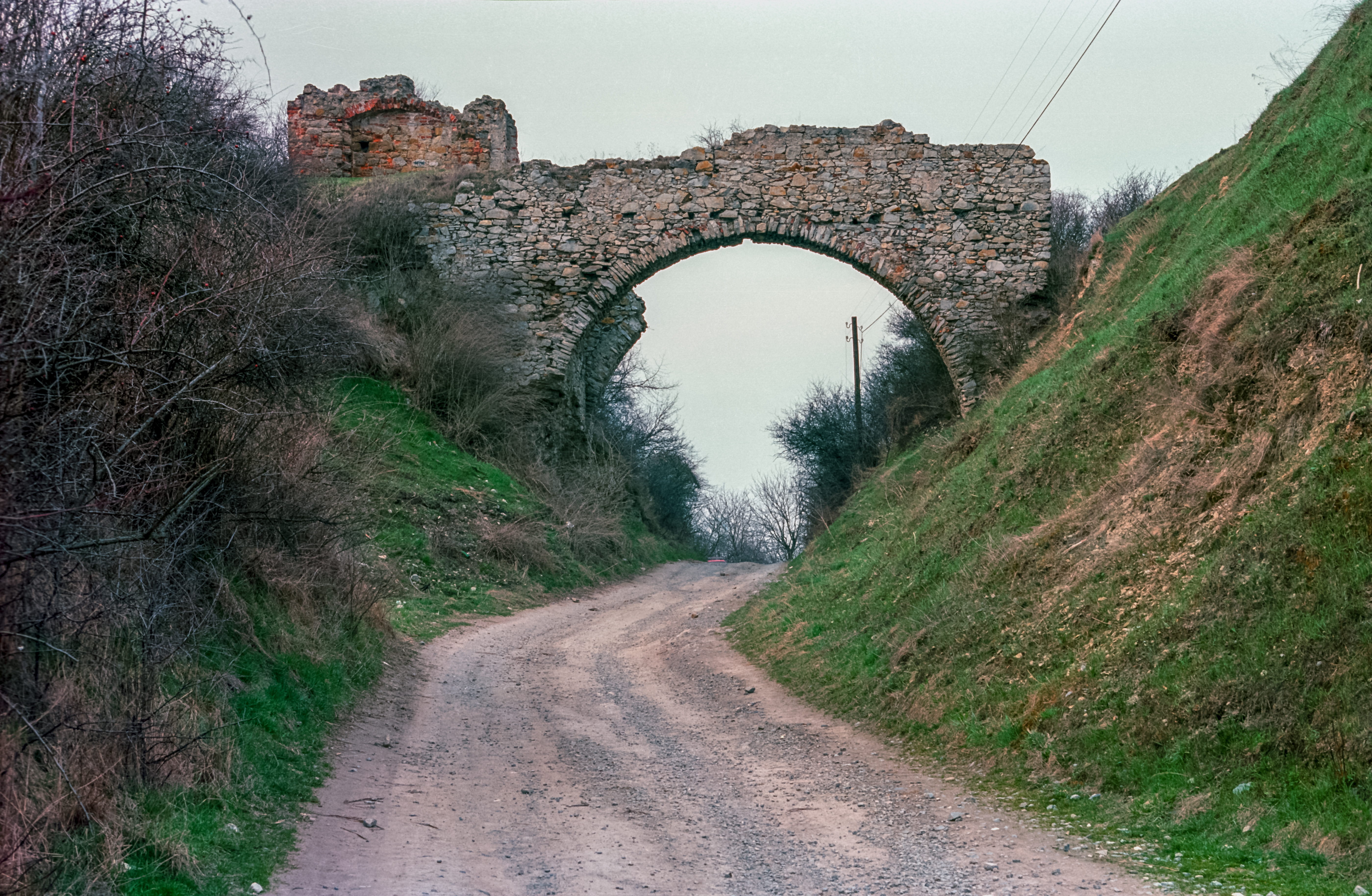
Pozostałości zamku w Ossolinie fundacji Jerzego Ossolińskiego

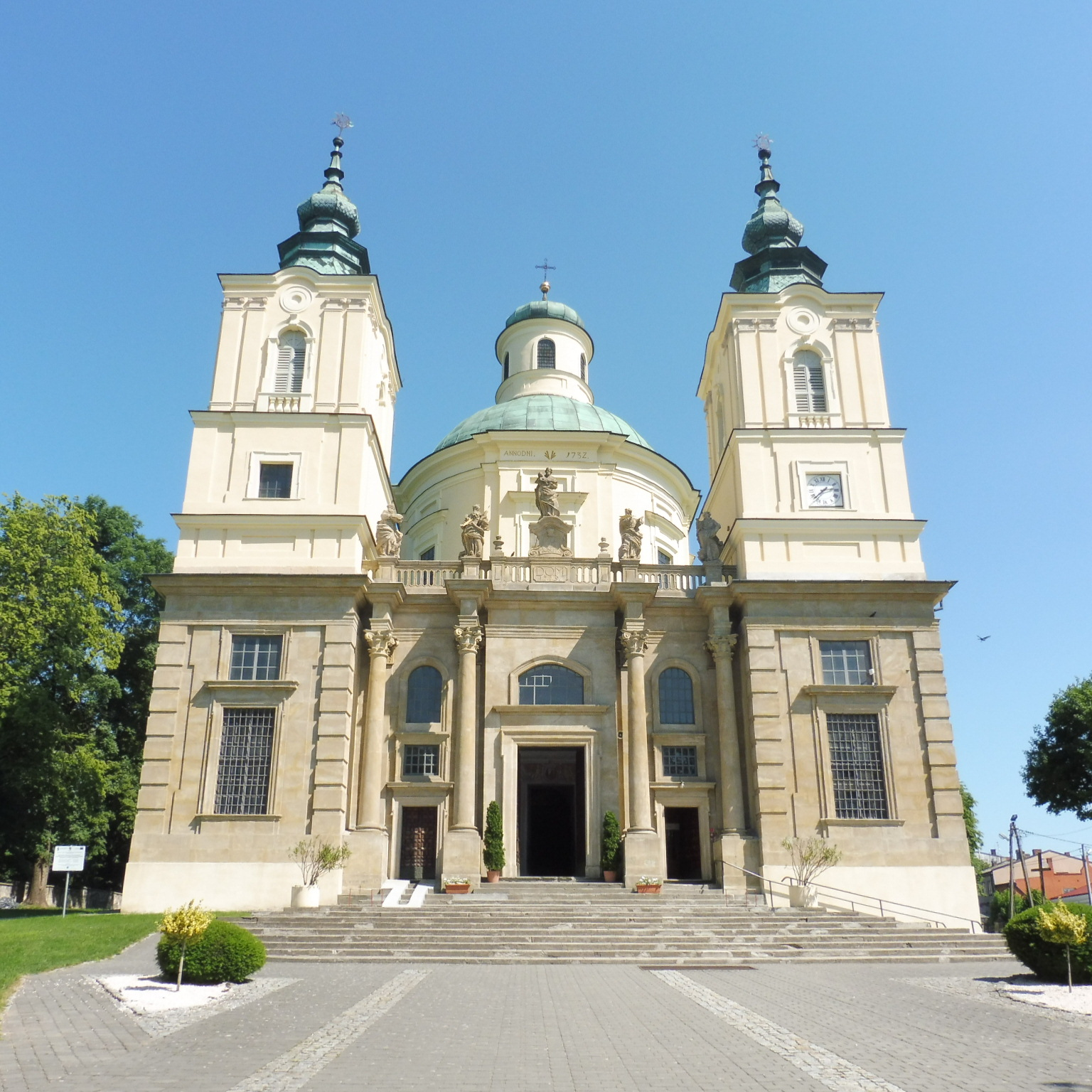
Kościół św. Józefa w Klimontowie fundacji Jerzego Ossolińskiego

Jerzy Ossoliński herbu Topór (ur. 15 grudnia 1595 w Sandomierzu, zm. 9 sierpnia 1650 w Warszawie) – marszałek sejmu zwyczajnego w Warszawie w 1631 roku i marszałek sejmu zwyczajnego w Warszawie w 1635 roku, dyplomata, podstoli wielki koronny od 1630, marszałek sejmu 1631, starosta bydgoski od 1633, podskarbi nadworny koronny w latach 1632-1636, wojewoda sandomierski od 1636, podkanclerzy koronny od 1638, kanclerz wielki koronny od 1643, starosta lubelski w latach 1649–1650, starosta lubomelski w 1639 roku, lubaczowski w latach 1637–1645 i 1648–1650, bogusławski, brodnicki, rycki, dorpacki, adzelski, stanisławowski, bydgoski w latach 1632–1644, starosta żydaczowski w 1650 roku, starosta radoszycki w 1625 roku, ambasador Rzeczypospolitej w Państwie Kościelnym w 1633 roku, ambasador Rzeczypospolitej w Królestwie Anglii w 1621 roku, dworzanin królewicza Władysława, kawaler maltański (w zakonie po 1621 roku).
Autor jednego z najlepszych polskich pamiętników swojej epoki.

## Życiorys

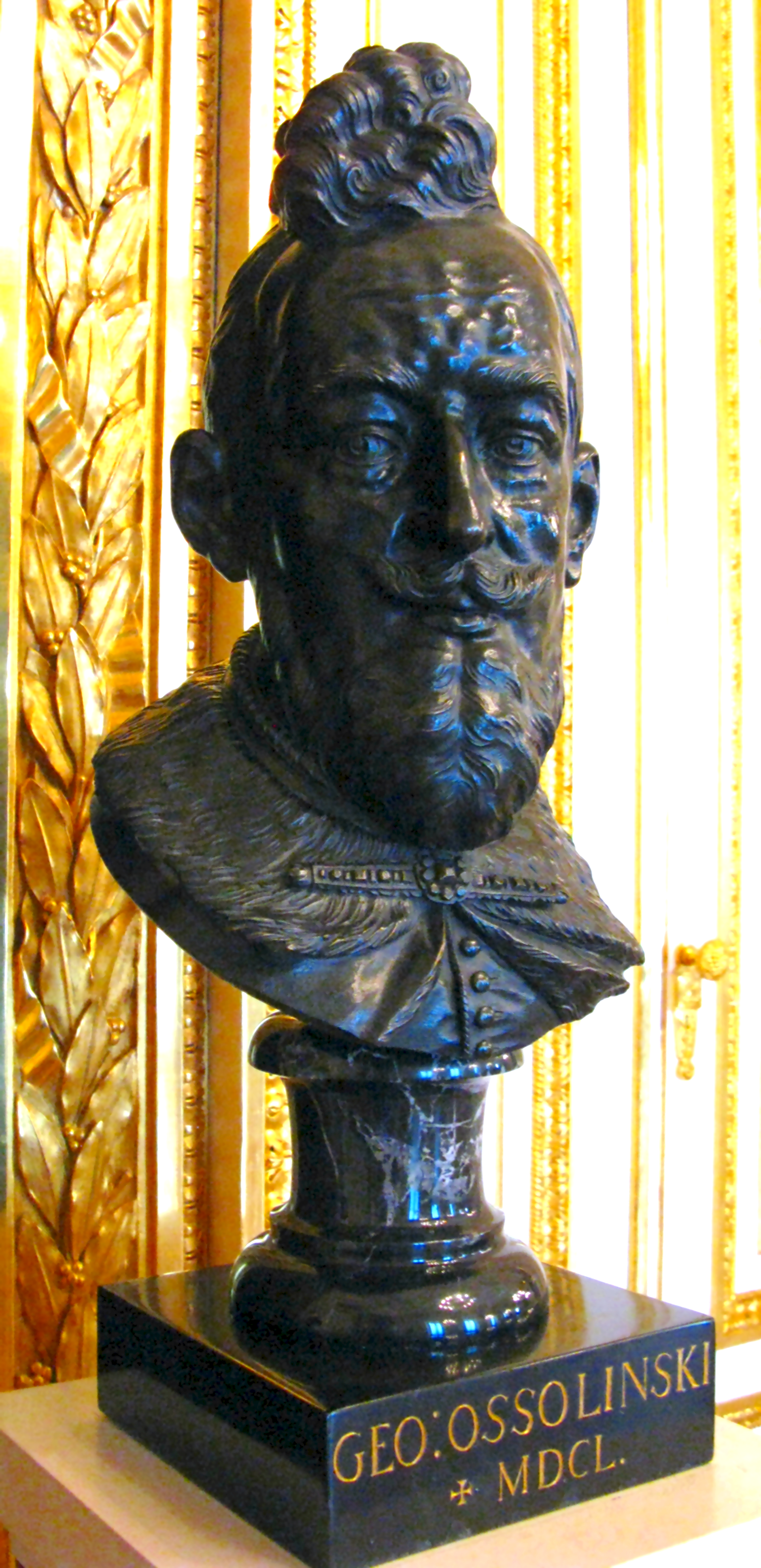
Popiersie Jerzego Ossolińskiego dłuta Andrzeja Le Bruna

Urodził się 15 grudnia 1595 w Sandomierzu. Był czwartym synem Jana Zbigniewa Ossolińskiego – posła sejmowego, kasztelana tarnowskiego, wojewody podolskiego i sandomierskiego i jego drugiej żony Anny z Firlejów. Po śmierci matki w 1600 jego opiekunką została Jadwiga Młodnicka. Jego przyrodnimi braćmi byli: Krzysztof i Maksymilian Ossolińscy.
Mając 9 lat, został oddany na naukę do kolegium jezuitów w Pułtusku w latach 1604–1606. Skończył tam dwie klasy, po czym kontynuował edukację w kolegium jezuickim w Grazu (1608–1612). Po jego ukończeniu i krótkim pobycie w kraju, w 1613 wyjechał na roczne studia na Uniwersytecie w Lowanium. Studiował w Anglii, Paryżu i Orleanie w latach 1614–1615, w Padwie w 1615 roku, w Bolonii, Rzymie, Neapolu w latach 1615–1616. Zawiązane tam znajomości i przyjaźnie, były mu wielokrotnie pomocne w przyszłości na jego drodze do urzędu kanclerza Rzeczypospolitej.
Po powrocie do kraju w maju 1616, rozpoczął w 1617 służbę na dworze królewskim, w pierwszych latach jeszcze pod okiem swego ojca i rodziny. Związał się wówczas z królewiczem Władysławem pozostając u jego boku aż do śmierci przyszłego króla. Odbył z nim wyprawę wojenną do Moskwy po koronę carską, gdzie brał udział w najbardziej ryzykownych operacjach wojny polsko-rosyjskiej 1609–1618. Po ślubie z Izabelą Daniłowiczówną (córką Mikołaja – podskarbiego wielkiego koronnego, i Heleny Uchańskiej, współspadkobierczyni Andrzeja Krotoskiego – kasztelana kaliskiego), wysłany został w 1621 w poselstwie do Anglii w celu uzyskania pomocy zbrojnej przeciw Turkom od króla Jakuba I Stuarta.
Kariera Jerzego Ossolińskiego przez następne lata przebiegała błyskotliwie. Dał się poznać jako znakomity mówca swej epoki, ambitny polityk, wytrawny dyplomata szczególnie w powierzanych mu poselstwach i negocjacjach z obcymi dworami, oraz jako obrońca katolicyzmu. W 1622 wybrano go po raz pierwszy posłem na sejm. W latach następnych jeszcze wielokrotnie zasiadał w izbie poselskiej. Poseł na sejm 1625, 1627 i 1628 roku z województwa sandomierskiego Poseł na sejm zwyczajny i nadzwyczajny 1629 roku, sejm 1631 z województwa sandomierskiego. Dwukrotnie piastował godność marszałka sejmu (1631, pierwszy sejm 1625). Marszałek sejmiku województwa sandomierskiego w grudniu 1625 roku. Był wybitnym parlamentarzystą. Na sejmie 1629 został wyznaczony na deputata do rokowań pokojowych ze Szwedami w Altmarku. W kwietniu 1632 otrzymał godność podskarbiego nadwornego koronnego (formalna nominacja w 1633). Był członkiem konfederacji generalnej zawiązanej 16 lipca1632 roku. W czasie konwokacji i elekcji w 1632 dał się poznać jako gorący obrońca katolicyzmu i przeciwnik innowierców. Poseł województwa sandomierskiego na sejm konwokacyjny 1632 roku. Był elektorem Władysława IV Wazy z województwa sandomierskiego w 1632 roku, podpisał jego pacta conventa. Za zasługi w czasie bezkrólewia późniejszy król Władysław IV wynagrodził Ossolińskiego w 1632 m.in. starostwem bydgoskim. Poseł na sejm koronacyjny 1633 roku, sejm zwyczajny 1635 roku, sejm zwyczajny 1637 roku. Poseł na sejmy ekstraordynaryjne 1634 i 1635 roku.
Od momentu wstąpienia Władysława IV na tron w 1632 Ossoliński sukcesywnie piął się po szczeblach kariery dworskiej. W końcu 1633 posłował do Rzymu, gdzie otrzymał od papieża Urbana VIII tytuł księcia papieskiego. W drodze powrotnej przyjęty został w Wiedniu przez cesarza Ferdynanda II, który nadał mu osobisty tytuł księcia Świętego Cesarstwa Rzymskiego. Jerzy Ossoliński był gorącym zwolennik kontrreformacji, wrogo nastawionym do jakichkolwiek ruchów innowierczych.
Wyznaczony przez sejm 1635 na deputata do rokowań ze Szwedami, nie wziął jednak udziału w pertraktacjach w Sztumskiej Wsi, gdyż w czerwcu tego roku uczestniczył w rokowaniach z posłem brandenburskim w sprawie zapewnienia bezpieczeństwa Księstwu Pruskiemu.
Następnie wyjechał z królem do Prus Książęcych, gdzie potem pozostał (do połowy września) w charakterze legata, a właściwie namiestnika królewskiego z prawem decydowania o ważniejszych sprawach tej prowincji. W trakcie pobytu z energią werbował żołnierzy, fortyfikował miejscowości, przygotowywał czajki dla Zaporożców, których potem ściągnął do Prus, a sejmiku pruskim pełnił funkcję posła królewskiego.
W lipcu 1636 posłował do Ratyzbony na odbywający się tam sejm Rzeszy, gdzie w dniu 30 listopada 1636 otrzymał od króla nominację na wojewodę sandomierskiego.
W 1637 roku został wyznaczony senatorem rezydentem. Będąc najbliższym doradcą Władysława IV dążył do wzmocnienia władzy królewskiej. W 1637 wysunął projekt założenia bractwa orderowego Najświętszej Panny, mającego być zalążkiem stronnictwa prokrólewskiego. Jednak plan ten zwalczany przez szlachtę i część magnaterii nie doczekał się realizacji, na sejmie 1638 zmuszono również projektodawcę do rezygnacji z tytułu księcia. Ossoliński był również gorącym zwolennikiem zaprowadzenia stałych ceł morskich.
20 marca 1638 otrzymał na sejmie pieczęć mniejszą koronną. W grudniu tego roku poprowadził rokowania z syndykiem Gdańska, który proponował królowi odszkodowanie za zrzeczenie się pretensji do ceł. Rokowania te jednak skończyły się niepowodzeniem. W styczniu i lutym 1640 uczestniczył w Gdańsku w rokowaniach z radą miejska, starając się zakończyć zatarg celny miasta z królem.
W 1641 zaangażował się w sprawę inwestytury pruskiej po śmierci elektora Jerzego Wilhelma. W sierpniu 1642 posłował do Prus w celu lustracji fortyfikacji w Piławie.
18 lutego 1643 został kanclerzem wielkim koronnym. W sierpniu 1645 przewodniczył w rozmowie katolików z różnowiercami w Toruniu (Colloquium charitativum). Zachęcał obie strony, aby złożywszy wzajemną niechęć, starały się zbliżyć do siebie dla dobra kraju i Kościoła. Po odwołaniu go przez króla rzecz cała skończyła się jednak na sporach i waśniach.
Po śmierci królowej Cecylii Renaty przeprowadził małżeństwo Władysława IV z księżniczką francuską Ludwiką Marią Gonzaga. Małżeństwo to miało być wstępem do zbliżenia z Francją. Na sejmach 1646 i 1647 pośredniczył - bez powodzenia, w sporach między Władysławem IV a izbą poselską w sprawach dotyczących wojny z Chanatem Krymskim. W 1647 przebywał w tajnej misji na Ukrainie, prawdopodobnie po to, by skłonić Kozaków zaporoskich lub też magnatów kresowych do zaczepienia Tatarów. Po powrocie z Ukrainy otrzymał od króla starostwo puckie i bolemowskie.
Jego działalność polityczna w Rzeczypospolitej i na arenie międzynarodowej jest dziś różnie oceniana, jednak w miarę odkrywania nowych faktów historycznych widać w niej coraz więcej pozytywnych aspektów. W czasie bezkrólewia po śmierci Władysława IV, wobec podeszłego wieku prymasa Polski Macieja Łubieńskiego i niemożności prowadzenia przez niego kraju (nominalnie prymas zastępował monarchę w takich przypadkach), Jerzy Ossoliński objął faktycznie na blisko dwa lata stery władzy w Rzeczypospolitej. Przeforsował wówczas kandydaturę królewicza Jana Kazimierza na tron polski. Był członkiem konfederacji generalnej zawiązanej 31 lipca 1648 roku. W 1648 roku był elektorem Jana II Kazimierza Wazy. Jego nazwisko znajduje się wśród elektorów z województwa sandomierskiego oraz z województwa czernihowskiego, podpisał jego pacta conventa.
W okresie powstania Chmielnickiego na Ukrainie Ossoliński dążył do porozumienia z Kozakami, wbrew stanowisku wojewody ruskiego Jeremiego Wiśniowieckiego. Ossoliński podczas obradującego w lipcu 1648 sejmu konwokacyjnego doprowadził do powołania na regimentarzy nie mających ani doświadczenia ani talentu wojskowego Władysława Dominika Zasławskiego-Ostrogskiego, Mikołaja Ostroroga i Aleksandra Koniecpolskiego. Kanclerz w ten sposób tworzył podstawy do kolejnej klęski armii koronnej. Ossoliński wierzył ugodowym deklaracjom składanym w listach przez Chmielnickiego i zamierzał razem z wojewodą kijowskim Adamem Kisielem doprowadzić do zerwania sojuszu Kozaków z Tatarami, łudząc się możliwością skierowania Kozaków przeciwko Turkom. W lutym 1649, podczas sejmu koronacyjnego w Krakowie, Ossoliński namówił króla Jana Kazimierza do odebrania Wiśniowieckiemu buławy regimentarskiej. Było to ciosem dla stronnictwa chcącego szybko i militarnie zakończyć bunt Kozaków. Latem 1649 towarzyszył królowi Janowi Kazimierzowi w kampanii, podczas której armia polska została otoczona pod Zborowem przez Kozaków i Tatarów. Ossoliński doprowadził tam do niekorzystnej dla Polski ugody z Chmielnickim oddając mu pod kontrolę trzy województwa, a chanowi tatarskiemu Islamowi III Girejowi obiecał 200 tys. talarów i jasyr w drodze powrotnej (sierpień 1649). Powróciwszy z wyprawy usiłował przedstawić ugodę zborowską jako sukces polityki króla, twierdząc, że odniesiono sukces większy niż w 1621 roku pod Chocimiem. Jednak w kraju odezwała się surowa krytyka kanclerza, a na sejmie doszło do ostrego spięcia Ossolińskiego z Wiśniowieckim. Król świadomy już szkodliwej polityki Ossolińskiego stanął po stronie Wiśniowieckiego, któremu powierzył tymczasowo buławę hetmańską.
Schyłek jego życia był dla niego pasmem niepowodzeń. Z chwilą śmierci króla Władysława IV w 1648 został pozbawiony swego największego politycznego sprzymierzeńca w kraju. Legła w gruzach również misternie budowana od lat jego polityka zagraniczna wobec Turcji i Tatarów. Wybuch powstania na Ukrainie pod wodzą Bohdana Chmielnickiego pokrzyżował i pogrzebał jego plany polityki wewnętrznej. Nagła śmierć w 1648 jedynego syna Franciszka, z którym wiązał wiele nadziei, zaprzepaściła jego plany względem swej najbliższej rodziny. Pozostawił wprawdzie jeszcze trzy córki, ale te nie mogły kontynuować wytyczonej przez niego drogi. Jednym z ostatnich ciosów, jakie spadły na Ossolińskiego była śmierć bratanka Krzysztofa Baldwina w 1649, za którą uważał się odpowiedzialny. Dodać do tego trzeba jeszcze klęskę Rzeczypospolitej podczas powstania Chmielnickiego, narastającą od lat niechęć do jego osoby szlachty, odwrócenie się od niego większości magnatów oraz, co ważne, nowego króla Jana Kazimierza. Była to katastrofa dorobku jego życia. Załamany, doznał 8 sierpnia 1650 silnego ataku apopleksji. Zmarł w swoim warszawskim pałacu 9 sierpnia tego roku, w wieku 55 lat. Pochowany został w kościele kolegiackim św. Józefa w Klimontowie, który wybudował.

## Majątek

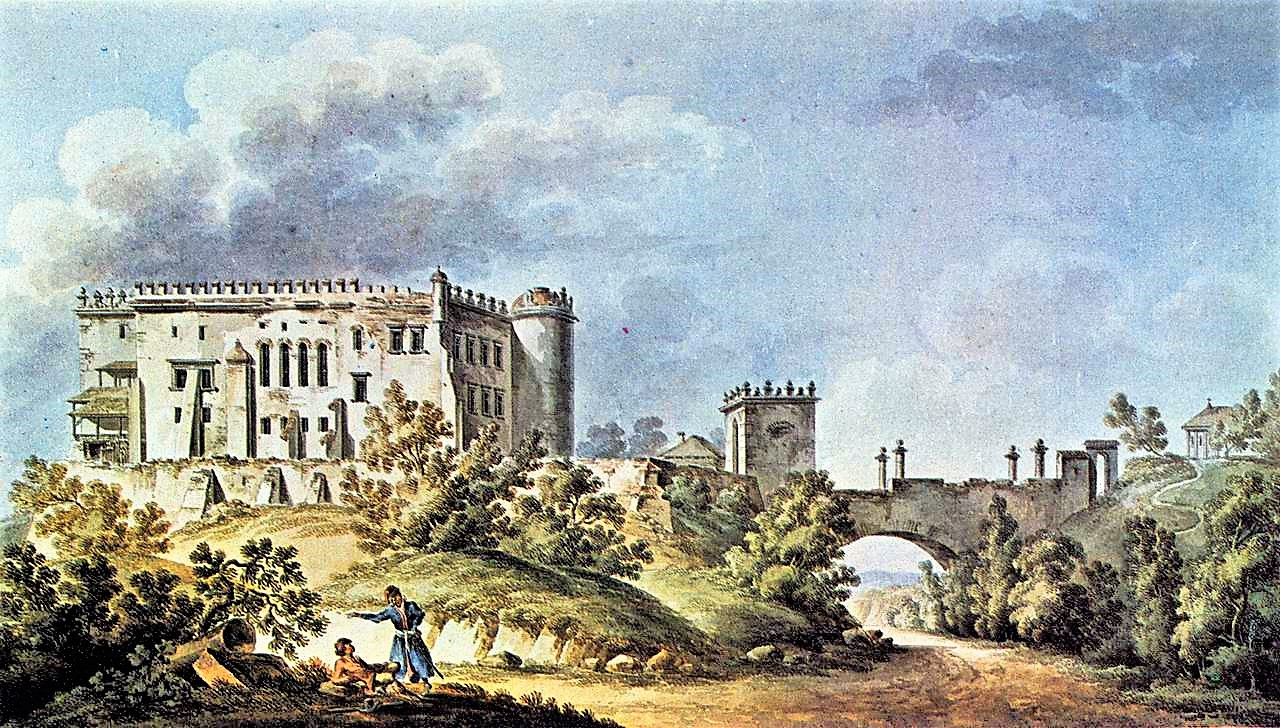
Zamek w Ossolinie

Majątek ziemski Jerzego Ossolińskiego nie był duży, jak na osobę zajmująca tak znaczącą pozycję w kraju, przede wszystkim jednak nie był zadłużony, rzadkość wówczas. Swe wysokie dochody zawdzięczał wyjątkowej gospodarności i trosce, jaką otaczał swe dobra oraz przede wszystkim wielkiej hojności królewskiej, gdyż Ossoliński trzymał dziesięć starostw, z których czerpał duże dochody.
W 1621 otrzymał od ojca Ossolin, a po jego śmierci Klimontów. W Ossolinie zbudował Zamek w Ossolinie – rezydencję w duchu panującego renesansu. Niedaleko wzniósł kaplicę zwaną dziś Betlejem. Ziemia pod nią miała być sprowadzona właśnie stamtąd, współcześnie podaje się w wątpliwość, że Jerzy Ossoliński fundował kapliczkę, na skutek mylnie interpretowanych informacji dotyczących jej renowacji.

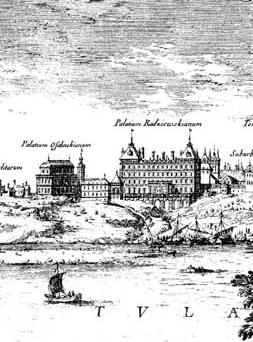
Pałac Ossolińskiego w Warszawie (po lewej)

W Klimontowie wspomógł kończenie klasztoru dominikanów i wystawił opodal nowy kościół, kolegiatę, gdzie został pochowany. Majątek otrzymany od ojca powiększył m.in. o takie majętności jak Batoryn, Tajkury, Konotopy i Targowicę.
W Częstochowie w klasztorze jasnogórskim ufundował hebanowy ołtarz dla obrazu Czarnej Madonny (1644–1650). Ufundował klasztor karmelitanek bosych w Warszawie. Był współfundatorem kolegium i kościoła jezuitów w Bydgoszczy oraz klasztoru Kamedułów pod Warszawą.
Przebywał głównie w Warszawie, gdzie jego największym przedsięwzięciem budowlanym było wzniesienie w latach 1639–1642 swego pałacu przy ob. ul. Wierzbowej (wtedy zwaną Drogą ku kościołowi Św. Trójcy), późniejszego pałacu Brühla, który była jedną z najwystawniejszych rezydencji w mieście.

## Rodzina
Związek małżeński zawarł z Izabelą Daniłowicz 17 maja 1620 w Warszawie, wówczas jedną z najlepszych partii w Rzeczypospolitej, córką podskarbiego wielkiego koronnego Mikołaja i Heleny Uchańskiej wojewodzianki bełskiej, siostry stryjecznej matki Jana Sobieskiego. Z małżeństwa z Izabellą miał syna zmarłego podczas porodu w Tyrzynie w 1621 oraz:
- córkę Urszulę Brygidę wydaną za oboźnego wielkiego koronnego Samuela Jerzego Kalinowskiego, syna Marcina, hetmana polnego koronnego i Heleny Koreckiej,
- córkę Helenę Teklę, od 1637 r. żonę późniejszego wojewody krakowskiego Aleksandra Lubomirskiego, syna wojewody krakowskiego Stanisława i Zofii z książąt Ostrogskich,
- córkę Annę Teresę wydaną za Zygmunta Denhoffa, starostę bydgoskiego i sokalskiego, syna wojewody sieradzkiego Kacpra Denhoffa i Aleksandry Anny Koniecpolskiej,
- syna Franciszka, starostę bydgoskiego[32] żonatego z Katarzyną Działyńską – córką wojewody pomorskiego Pawła Działyńskiego i Jadwigi Czarnkowskiej. Zmarł bezpotomnie 6 czerwca 1648 roku.

## Spuścizna pisarska
Jerzy Ossoliński znakomicie władał piórem. Był autorem „Dziennika własnego życia”, doprowadzonego do 1621 r. (najnowsze wydanie w opracowaniu W. Czaplińskiego, W. 1976). Na uwagę zasługują również:
- rozprawa De Optimo Statu retpublicae (Lowanium 1614),
- Dariusz legacji Jerzego Ossolińskiego na Sejm Rzeszy Niemieckiej w Ratyzbonie w r. 1636
- liczne mowy, m.in. Oratio ad Jacobum I Britaniae Regent Londini nomine Sigismundi III auxilum adversus barbaros poscendo (Londyn 1621; mowa ta została wkrótce przełożona na języki: angielski, francuski, hiszpański i niemiecki), Oratio ad Ferdinandum septemviros ąue S.R.J. Principes congregatos Ratisbonae (1637).

## Przegląd działalności jako starosty bydgoskiego

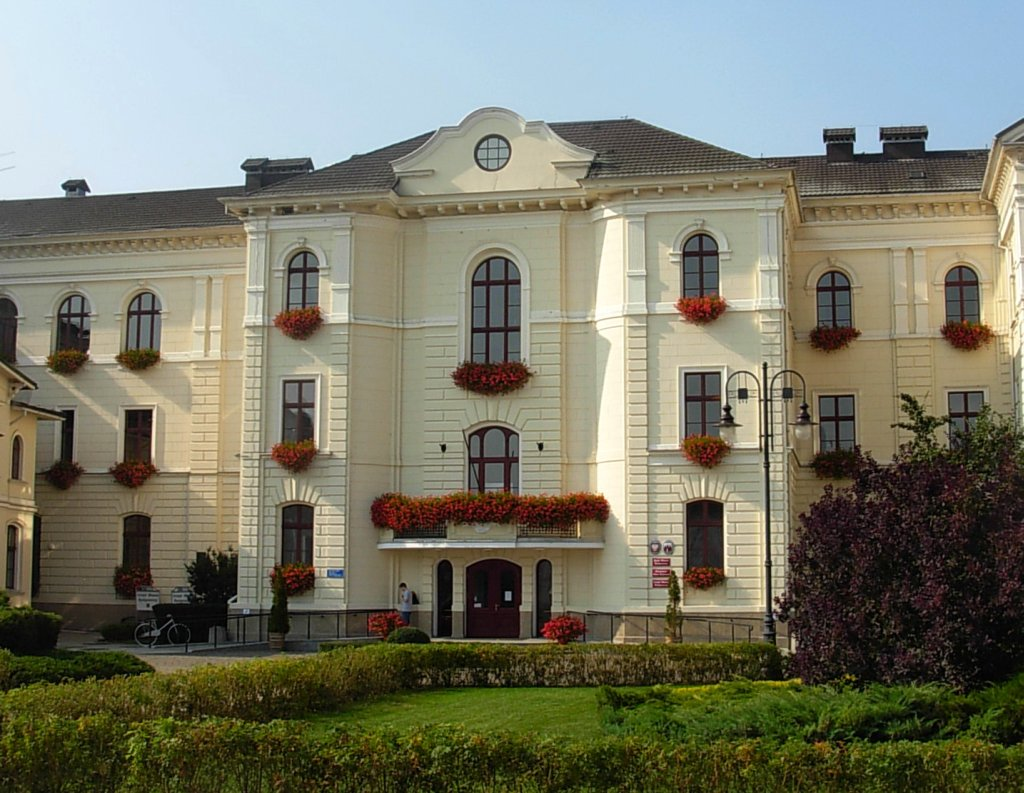
Byłe kolegium jezuickie w Bydgoszczy fundacji Jerzego Ossolińskiego, od 1879 r. mieści ratusz bydgoski

Jerzy Ossoliński w latach 1632–1645 był starostą bydgoskim. Obejmował urząd w mieście zrujnowanym przemarszami wojsk, spowodowanymi trwającą walką ze Szwedami. Podupadł bydgoski handel zbożem i związana z nim żegluga na Brdzie i Wiśle, narastał fanatyzm religijny. Ossoliński z dużą energią przystąpił do przywracania miastu jego dawnego znaczenia. Naprawił zamek, otoczył go bastionami i wspaniałymi budynkami miasto ozdobił (I. Polkowski). Dążył do przywrócenia renesansowemu ratuszowi bydgoskiemu dawnego wyglądu.
Zabiegał u króla o nowe przywileje dla miasta i potwierdzenie dawniejszych, niejednokrotnie naruszanych przez szlachtę. Za jego sprawą magistrat otrzymał od Władysława IV w 1634 i 1643 r. przywileje, przyznające mu monopol na sprzedaż win i wódek gatunkowych, sprowadzanych z zagranicy. W 1635 r. król potwierdził przywilej Stefana Batorego z 1577 r., nadający bydgoszczanom prawo uprawiania handlu związanego z żeglugą rzeczną. 5 marca 1637 r. Władysław IV wystawił przywilej przyznający wyłącznie bydgoszczanom prawo uprawiania żeglugi handlowej Brdą w dolnym jej biegu, to jest od Bydgoszczy do ujścia Brdy do Wisły. Obcy szyprowie chcący uczestniczyć w żegludze na Brdzie i spławiać tą rzeką towary, musieli uiszczać opłaty na rzecz rady miejskiej. O rozwoju rzemiosła świadczyło wydawanie i zatwierdzanie kolejnych statutów cechowych (stolarzy, szklarzy i ślusarzy). W 1640 r. Władysław IV potwierdził statut cechu murarzy bydgoskich.
Starosta troszczył się również o bezpieczeństwo mieszkańców miasta. W 1635 r. bydgoszczanie otrzymali przywilej zezwalający na usypanie wału wokół zamku. W 1636 r. zorganizowano oddział straży miejskiej.
Szczególny powód do wdzięczności względem Ossolińskiego miał miejscowy konwent jezuitów. Był on fundatorem kolegium pod tytułem Aeternae sapientiae (1640) i kościoła jezuickiego. Na uposażenie kolegium Ossoliński przeznaczył znaczne dobra kupione od Teresy z Tarłów Ossolińskiej. W 1649 r. na jego wyraźne życzenie otwarto klasę retoryki i etyki w szkole przy kolegium jezuickim.
W 1645 r. Jerzy Ossoliński dokonał cesji starostwa bydgoskiego na rzecz swego jedynego syna Franciszka. Po przedwczesnej śmierci syna ponownie objął starostwo bydgoskie. Za jego pośrednictwem mieszkańcy Fordonu w 1649 r. uzyskali przywilej od króla Jana Kazimierza, ustalający warunki odbudowy miasta po wielkim pożarze i przyznający środki na odbudowę.